# Taipa-Mangonui
Taipa-Mangonui est le nom donné à une série de petites installations du District du Far North de la  péninsule de Northland dans l’Île du Nord de la Nouvelle-Zélande.

## Situation
Ces localités sont situées près de la base de la péninsule d'Aupouri.
Les villages de Taipa, Cable Bay, Coopers Beach et Mangonui s’étalent tout le long de la côte au niveau de la baie de Doubtless (en) et sont si proches les uns des autres qu’ils se sont pas vraiment séparés et forment une ville étendue.
Cette conurbation miniature, siège à 150 kilomètres par la route au nord-ouest à partir de la ville de Whangarei (bien qu'à seulement 100 kilomètres à vol d’oiseau), et 20 kilomètres au nord-est de celle de Kaitaia.
C’est aussi le centre urbain le plus au nord de la Nouvelle-Zélande avec une population de plus de 1 000 habitants, même s’il est localisé à près de 100 kilomètres au sud-est du point le plus au nord de l’Île du Nord.

## Démographie
Taipa-Mangonui, appelé : Taumarumaru pour les besoins du recensement, couvre 10,23 km2 et a une population estimée de 2 590 résidents en juin 2021 avec une densité de population de 253 personnes par km2.
.
La localité de Taumarumaru avait une population de 2 193 habitantslors du recensement de 2018 en Nouvelle-Zélande, en augmentation de 381 personnes (21,0 %) depuis le recensement de 2013 et une augmentation de 513 personnes (30,5 %) depuis le recensement de 2006 en Nouvelle-Zélande.
Il y avait 855  logements, comprenant 1 053 hommes et 1 137 femmes donnant ainsi un sexe-ratio de 0,93 homme pour une femme.
L’âge médian était de 53,5 ans (comparé avec mes 37,4 ans au niveau national), avec 357 personnes (16,3 %) âgées de moins de 15 ans, 243 personnes (11,1 %) âgées de 15 à 29 ans, 897 personnes (40,9 %) âgées de 30 à 64 ans, et 693 personnes  (31,6 %) âgées de 65 ans ou plus.
L’ethnicité était pour 78,7 % européens/Pākehās, 30,6 % Māoris, 4,5 % personnes venant du Pacifique, 3,0 % d’origine asiatique, et 1,8 % d’une autre ethnicité.
Les personnes peuvent se déclarer de plus d’une ethnicité en fonction de l’origine de leurs parents.
Le pourcentage de personnes nées outre-mer était de 17,6 %, comparé avec les 27,1 % au niveau national.
Parmi ceux, qui choisissent de répondre à la question du recensement à propos de leur affiliation religieuse, 46,8 % n’avaient aucune religion, 39,4 % étaient chrétiens, 2,1 % étaient de croyances religieuses maori, 0,5 % étaient hindouistes, 0,7 % étaient bouddhistes et 1,8 % avaient une autre religion.
Parmi ceux d’au moins 15 ans d’âge, 300 personnes (16,3 %) avaient un niveau de licence ou un degré universitaire supérieur et 396 persones (21,6 %) n’avaient aucune qualification formelle.
Le revenu médian était de 22 800 $, comparés avec les 31 800 $ au niveau national.
174 personnes (9,5 %) gagnaient plus de 70 000 $ comparées avec les 17,2 % au niveau national.
Le statut d’emploi de ceux d’au moins 15 ans d’âge était pour 573 personnes (31,2 %) : employés à plein temps, pour 276 personnes (15,0 %) employées à temps partiel et 90 personnes (4,9 %) étaient sans emploi.

## Histoire

### La colonisation maori
Selon certaines légendes maories, le grand explorateur et navigateur polynésien, Kupe, navigant à partir de Hawaiki dans son canoë, nommé Matahourua, accosta au niveau de la baie de Taipa.
D’autres croient que l’accostage a eu lieu dans le mouillage de Hokianga Harbour vers l’an 900 AD.
Des centaines d’années après l’accostage de Kupe, ses descendants, les chefs Te Parata et Tu Moana, sont considérés comme ayant acheté à la tribu des Ngatikahu (en) la région de Mangonui vers les années 1350 AD, en retournant avec le même canoë.
La légende dit aussi qu’ils n’avaient pas trouvé assez d’eau douce au niveau de la baie d’Otengi et qu’ils remontèrent l’embouchure du fleuve Taipa pour s’y installer.
Ils fondèrent un village et se marièrent avec des membres de la tribu locale.
Un autre canoë mené par Moehuri est considéré comme ayant été guidé par un gros requin jusque dans le mouillage de Mangonui Harbour pour accoster en un point opposé à l’ancien bureau de poste.
Ils firent du requin un tapu et appelèrent le mouillage Mangonui, signifiant : Gros requin en langage maori.
Au XIX e siècle, l’orthographe de Mongonui était plus habituelle et le secteur électoral de Mongonui (en) remplissait un siège au Parlement entre les élections de 1861 (en) et celles de 1881.
Moehuri s’installa au niveau de Mangonui et se maria avec une personne, de la tribu locale des Ngati Awa (en) et une branche de la tribu du Pā des Ngati Whatua (en), qui sont toujours domiciliés autour du secteur, dont une à Mill Bay, appelée Rangikapiti par Moehuri.
Le pa de Taumarumaru était localisé sur le promontoire entre Mangonui et la localisation de Coopers Beach alors qu’à l’extrémité ouest de Coopers Beach se trouve le pa de Ohumuhumu, entouré pendant une certaine époque par un important village.

### Colonisation européenne
Le premier visiteur européen apparu dans ces lieux en 1769 fut Jean-François de Surville et son équipage à bord du St Jean Baptiste, qui mit pied à terre, là où se situe, ce qui est appelé Lauriston Bay pour chercher des légumes frais pour combattre le scorbut.
Le capitaine James Cook avait accosté huit jours plus tôt et avait considéré le secteur comme une étendue entourée d’eau, commentant ce qu’il considérait comme une baie sans doute possible d’où le nom de Doubtless Bay, qui lui resta.
Environ 20 ans plus tard, les chasseurs de baleines et de phoques venant de tout le monde occidental, furent les suivants à arriver et le nom de Coopers Beach provient pense-t-on des tonneliers présents sur les bateaux de chasse à la baleine.
Quand le chef Hone Heke détruisit la ville de Kororareka, l’évacuation concerna 40 à 50 bateaux présents dans le mouillage de Mangonui Harbour.
La ville prit une nouvelle importance et fut considérée comme la seconde capitale du pays.
Le dernier bateau de chasse à la baleine visita les eaux de Mangonui en 1885.
Le premier colon européen est considéré comme étant James David Berghan venant d’Irlande, qui arriva à Mangonui en 1831.
Pendant la dernière moitié du XIXe siècle, la récolte du flax (Pharum ou lin cultivé de Nouvelle-Zélande) et l’industrie du bois, furent florissantes dans le secteur.
D’autres colons développèrent des fermes et du commerce dans cette zone alors que certains se marièrent avec les femmes de la population native.
La dynamique vint du mélange des colons venant de différentes parties de l’Europe, combinée avec la population Maori fournissant à la région de Mangonui un riche héritage.

### Marae
La localité de Mangonui avait trois marae :
- Aputerewa Marae et la maison de rencontre de Te Puna Roimata sont le lieu de rassemblement des Ngāti Kahu (en) de l’hapū de Ngāti Takiora / Ngāi Tauurutakaware (en).
- Kēnana Marae et la maison de rencontre nommée Te Ranginui sont le lieu de rassemblement des Ngāti Kahu (en) de l’hapū des Matarahurahu (en).
- Taemaro marae est un lieu de rassemblement des Ngāti Kahu ki Whangaroa (en) de l’hapū des Ngāti Roha (en) et des Ngāti Rua (en) et des Ngāpuhi / Ngāti Kahu ki Whaingaroa (en) de l’hapū des Ngāti Aukiwa (en)[6],[7].

Le secteur de Taipa a aussi trois marae des Ngāti Kahu (en):
- Karepori Marae et sa maison de rencontre, un lieu de rassemblement de l’hapū des Matakairiri / Pikaahu (en).
- Ko Te Ahua Marae et sa maison de rencontre qui sont le lieu de rassemblement de l’hapū des Ngāti Te Rūrunga / Te Paatu (en).
- Parapara Marae et la maison de rencontre nommée Te Manawa o Ngāti Tara, qui sont le lieu de rassemblement de l’hapū des Ngāti Tara ki Parapara (en)[6],[7].

## Éducation
- L’école du secteur de Taipa, est mixte, assurant la scolarisation des années 1 à 15 avec un effectif de 464 élèves[8].

L’école prétend être la seule école en Nouvelle-Zélande à avoir une équipe d’étudiants, qui sont qualifiés comme “surf lifeguards” pour patrouiller sur la plage lors des activités nautiques, durant les 1er et 4e trimestres de l'année.
- L’école de Mangonui contribue au primaire, allant des années 1 à 6, avec un effectif de 151 élèves[10].

L’école fut ouverte en 1857 et l’un des bâtiments initiaux est toujours en service et sert comme bibliothèque pour l’école.
Les deux écoles sont mixtes et ont un taux de taux de décile de 3.

## Galerie

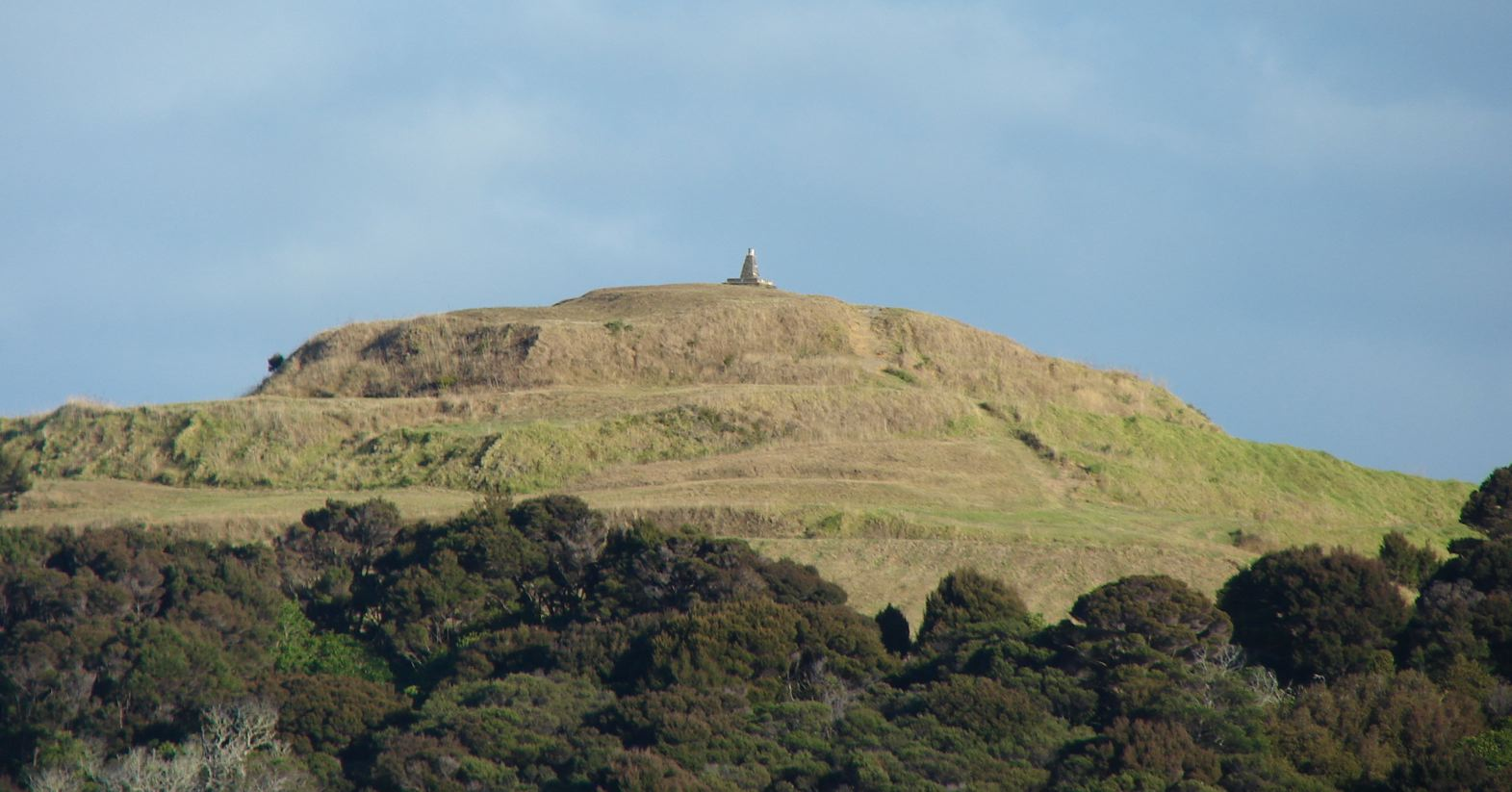
Le pa de Rangikapiti vu de George Street, dans la ville de Mangonui.
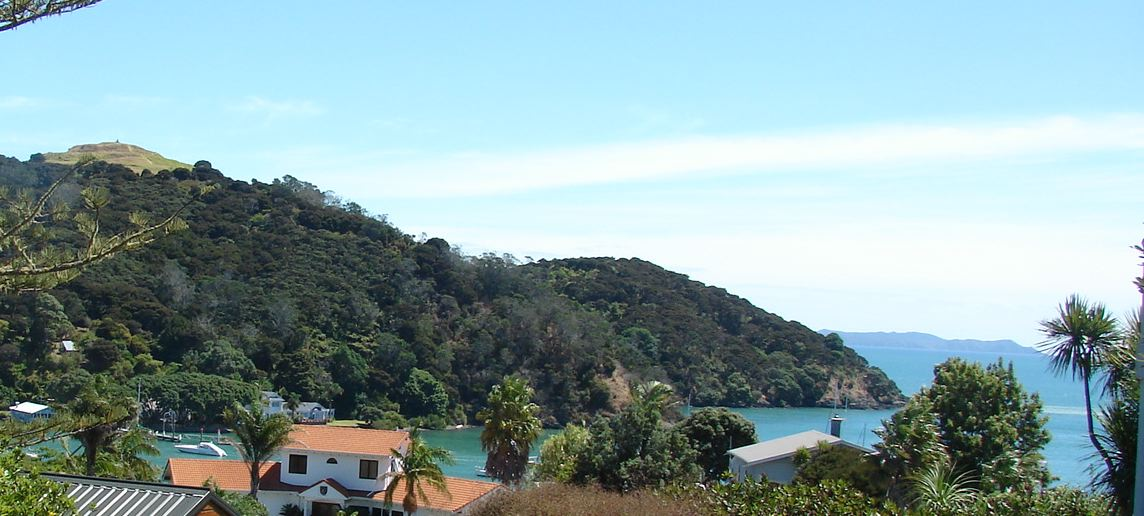
Pade Rangikapiti et l’intérieur du mouillage de Mangonui harbour.
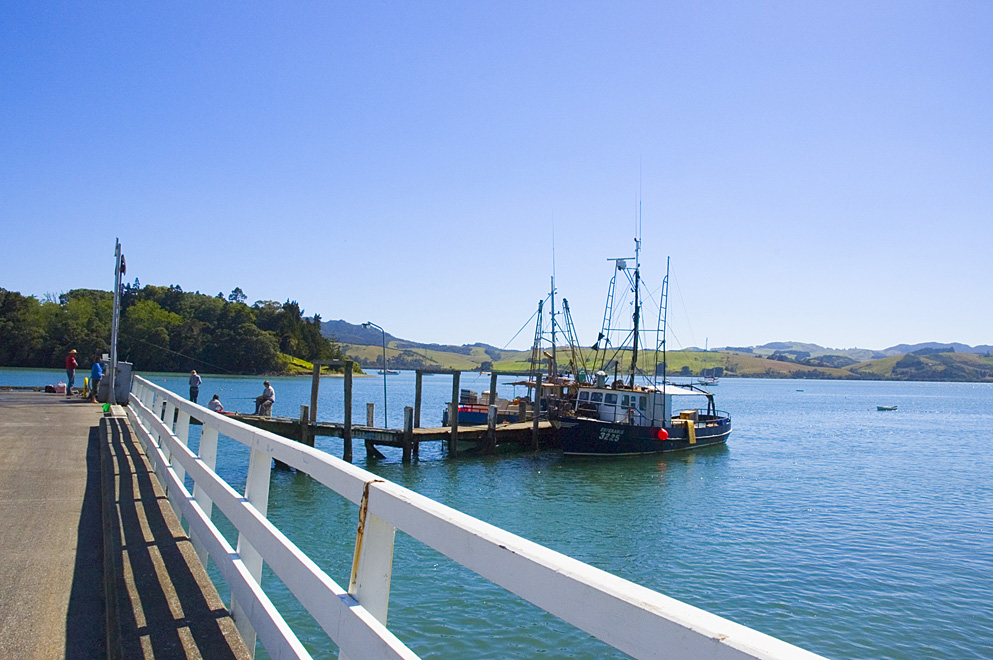
Le port de Mangonui.
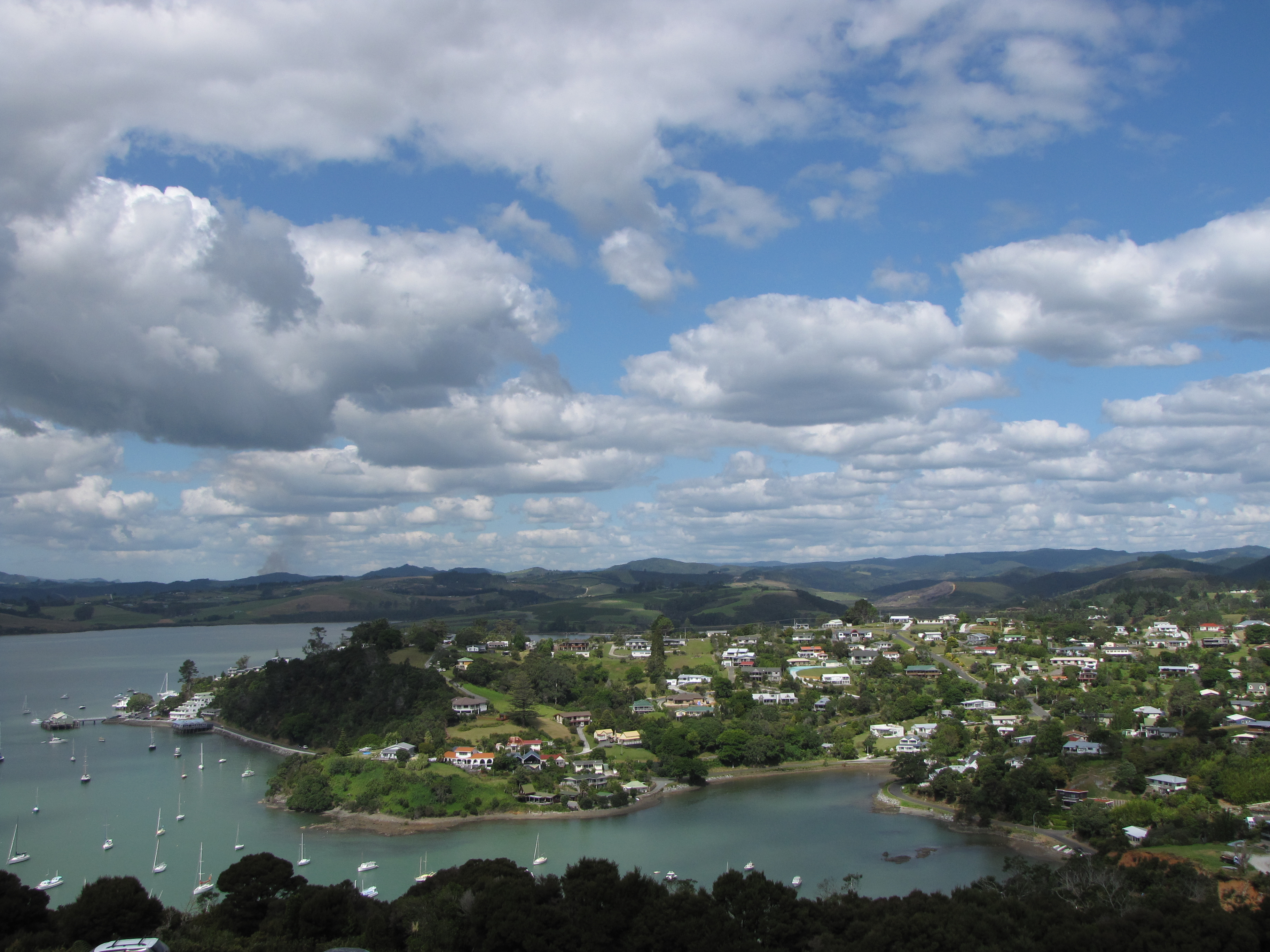
Habitat dense autour de Mangonui.
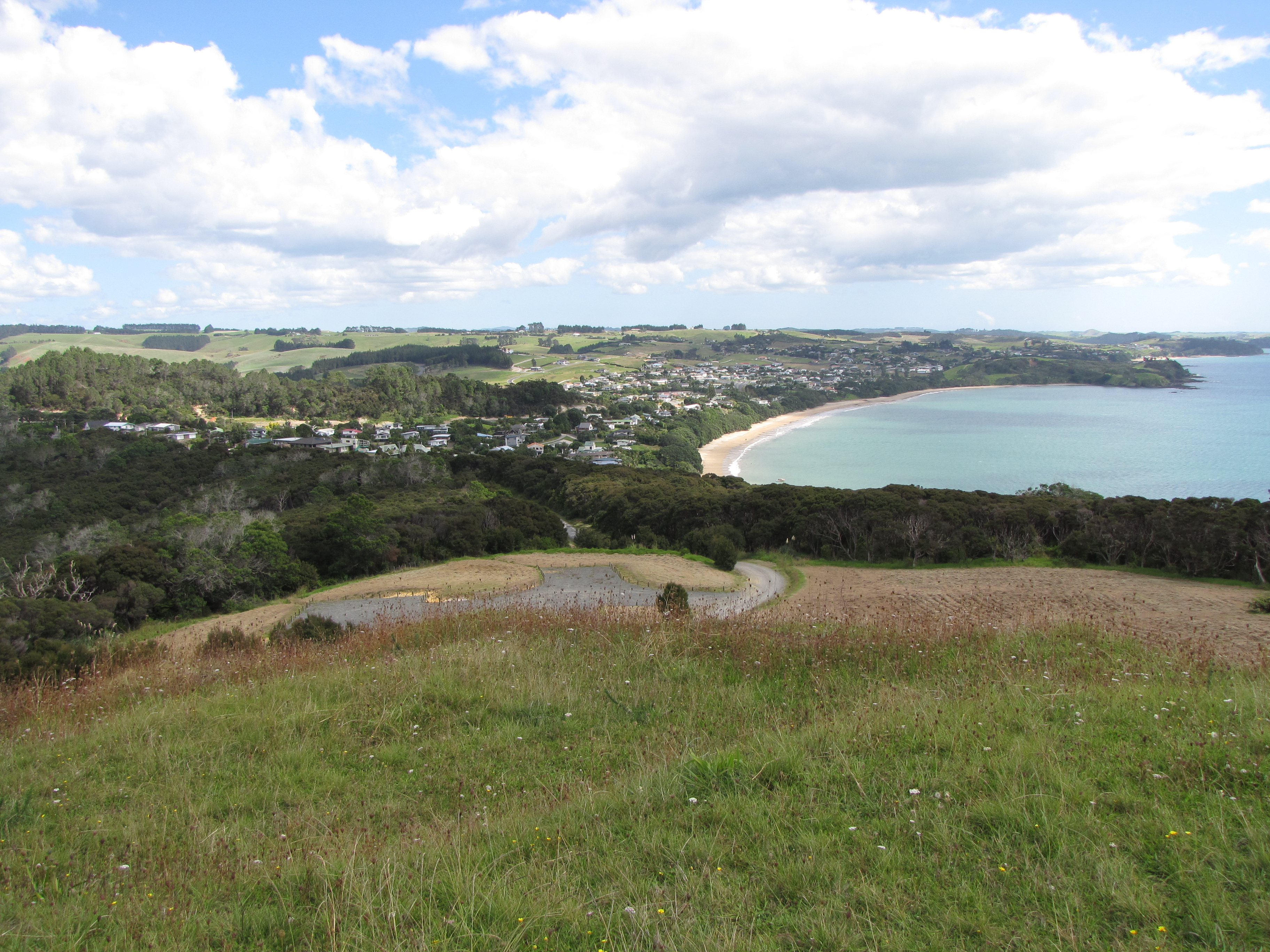
Plage des tonneliers, vue de Rangikapiti.
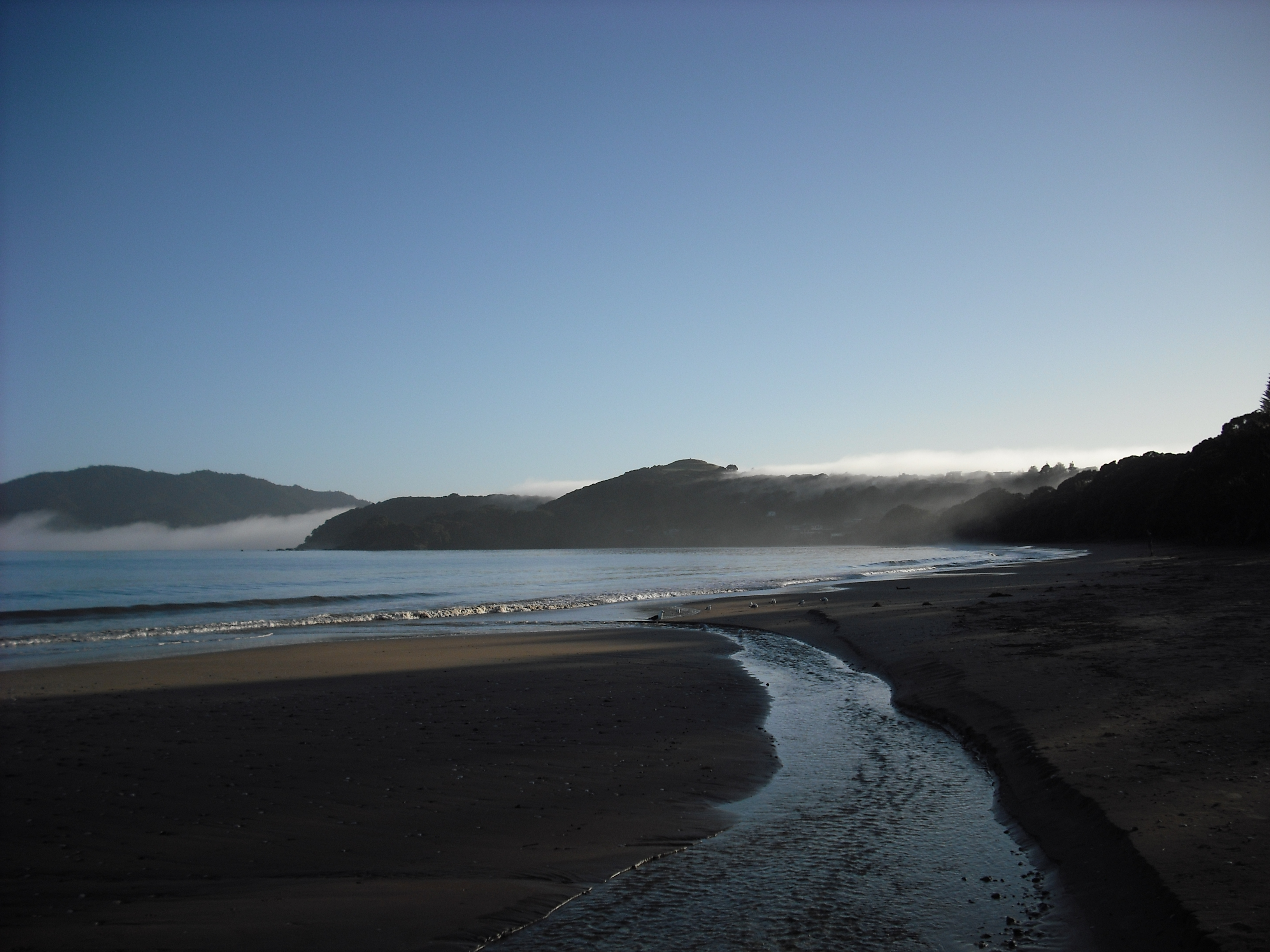
Coopers Beach.